# Musharaff Moulamia Khan
Pour les articles homonymes, voir Khan (homonymie).
 (octobre 2016).
Musharaff Moulamia Khan, né à Baroda (Inde), le 6 septembre 1895 et mort à La Haye (Pays-Bas) le 30 novembre 1967, est un chanteur indien.

## Musique
LP
- Le sacré de la rivière Narmada (1925)
- "Moloud"(Sama Songs of Hazrat Inayat Khan) Kungl Hovmusikhandel Svala & Soderlund. Stockholm. Sweden. 1950 (LP 78rpm)
- "Bhajan or Sangitha"(Sama Songs of Hazrat Inayat Khan) Kungl Hovmusikhandel Svala & Soderlund. Stockholm. Sweden. 1950 (LP 78rpm)
- "Derwish Song or Tarana"(Sama Songs of Hazrat Inayat Khan) Kungl Hovmusikhandel Svala & Soderlund. Stockholm. Sweden. 1950 (LP 78rpm)
- "Yogia or Dawnn Song by Balakastan"(Sama Songs of Hazrat Inayat Khan) Kungl Hovmusikhandel Svala & Soderlund. Stockholm. Sweden. 1950 (LP 78rpm)
- "ParaMahatma"(Sama Songs of Hazrat Inayat Khan) Kungl Hovmusikhandel Svala & Soderlund. Stockholm. Sweden. 1950 (LP 78rpm)
- «Sufi Songs», sung by Pir-o-Murshid Musharaff Khan accompanied by Hakeem van Lohuizen (piano) Promoted by International Headquarters of the Sufi
- Sufi Songs, chanté par Pir-o-Murshid Musharaff Khan, accompagné par Hakeem van Lohuizen (piano), promue par le Siège International du Mouvement Soufi, Genève, 1968. (13 min 40 s)

## Sources
- Archives de Sufimovement